# Rajd Liepāja Ventspils 2013
Rezultaty Rajdu Liepāja Ventspils (Rally Liepāja Ventspils 2013), eliminacji Rajdowych Mistrzostw Europy w 2013 roku, który odbył się w dniach 3 stycznia – 5 stycznia. Była to druga runda czempionatu w tamtym roku, odbywająca się na nawierzchni lodowej, a także pierwsza w mistrzostwach Łotwy. Bazą rajdu było miasto Lipawa. Zwycięzcami rajdu została fińska załoga Jari Ketomaa i Kaj Lindström jadący samochodem Ford Fiesta RRC. Wyprzedzili oni Irlandczyków Craiga Breena i Davida Moynihana w Peugeocie 207 S2000 i Francuzów François Delecoura i Dominique’a Savignogniego w Peugeocie 207 S2000.
Rajdu nie ukończyło 25 załóg. Na 10. odcinku specjalnym odpadł Łotysz Emils Blums w Fordzie Fiesta R2 z powodu awarii skrzyni biegów. Na 11. oesie wycofali się Estończyk Siim Plangi w Mitsubishi Lancerze Evo X R4 (wypadek) i Austriak Hannes Danzinger w Renault Clio R3 (wyciek oleju). Z kolei na 14. oesie z udziału w rajdzie zrezygnował Rosjanin Aleksiej Łukjaniuk w Mitsubishi Lancerze Evo X, który miał awarię silnika.

## Klasyfikacja ostateczna
| Miejsce                                      | Zawodnik                                     | Pilot                                        | Samochód                                     | Czas                                         | Strata                                       | Punkty                                       |
| klasyfikacja generalna (pierwsza dziesiątka) | klasyfikacja generalna (pierwsza dziesiątka) | klasyfikacja generalna (pierwsza dziesiątka) | klasyfikacja generalna (pierwsza dziesiątka) | klasyfikacja generalna (pierwsza dziesiątka) | klasyfikacja generalna (pierwsza dziesiątka) | klasyfikacja generalna (pierwsza dziesiątka) |
| -------------------------------------------- | -------------------------------------------- | -------------------------------------------- | -------------------------------------------- | -------------------------------------------- | -------------------------------------------- | -------------------------------------------- |
| 1.                                           | Jari Ketomaa                                 | Kaj Lindström                                | Ford Fiesta RRC                              | 2:08:15.7                                    |                                              | 39                                           |
| 2.                                           | Craig Breen                                  | David Moynihan                               | Peugeot 207 S2000                            | 2:08:46.7                                    | +31.0                                        | 30                                           |
| 3.                                           | François Delecour                            | Dominique Savignoni                          | Peugeot 207 S2000                            | 2:11:03.2                                    | +2:47.5                                      | 23                                           |
| 4.                                           | Jan Černý                                    | Pavel Kohout                                 | Škoda Fabia S2000                            | 2:11:19.1                                    | +3:03.4                                      | 20                                           |
| 5.                                           | Martinš Svilis                               | Ivo Pukis                                    | Mitsubishi Lancer Evo VIII                   | 2:13:40.4                                    | +5:24.7                                      |                                              |
| 6.                                           | Janis Feldmanis                              | Anrijs Jesse                                 | Mitsubishi Lancer Evo X R4                   | 2:13:51.6                                    | +5:35.9                                      |                                              |
| 7.                                           | Raimonds Kisiels                             | Arnis Ronis                                  | Mini Cooper S2000                            | 2:14:02.0                                    | +5:46.3                                      | 12                                           |
| 8.                                           | Vytautas Švedas                              | Žilvinas Sakalauskas                         | Mitsubishi Lancer Evo X                      | 2:14:11.4                                    | +5:55.7                                      | 11                                           |
| 9.                                           | Aivis Egle                                   | Andis Dauga                                  | Mitsubishi Lancer Evo X                      | 2:15:55.2                                    | +7:39.5                                      | 6                                            |
| 10.                                          | Raul Jeets                                   | Andrus Toom                                  | Mitsubishi Lancer Evo X                      | 2:16:53.3                                    | +8:37.6                                      | 4                                            |
| ERC (punktowane pozycje)                     |                                              |                                              |                                              |                                              |                                              |                                              |
| 1. (1.)                                      | Jari Ketomaa                                 | Kaj Lindström                                | Ford Fiesta RRC                              | 2:08:15.7                                    |                                              | 39                                           |
| 2. (2.)                                      | Craig Breen                                  | David Moynihan                               | Peugeot 207 S2000                            | 2:08:46.7                                    | +31.0                                        | 30                                           |
| 3. (3.)                                      | François Delecour                            | Dominique Savignoni                          | Peugeot 207 S2000                            | 2:11:03.2                                    | +2:47.5                                      | 23                                           |
| 4. (4.)                                      | Jan Černý                                    | Pavel Kohout                                 | Škoda Fabia S2000                            | 2:11:19.1                                    | +3:03.4                                      | 20                                           |
| 5. (7.)                                      | Raimonds Kisiels                             | Arnis Ronis                                  | Mini Cooper S2000                            | 2:14:02.0                                    | +5:46.3                                      | 12                                           |
| 6. (8.)                                      | Vytautas Švedas                              | Žilvinas Sakalauskas                         | Mitsubishi Lancer Evo X                      | 2:14:11.4                                    | +5:55.7                                      | 11                                           |
| 7. (9.)                                      | Aivis Egle                                   | Andis Dauga                                  | Mitsubishi Lancer Evo X                      | 2:15:55.2                                    | +7:39.5                                      | 6                                            |
| 8. (10.)                                     | Raul Jeets                                   | Andrus Toom                                  | Mitsubishi Lancer Evo X                      | 2:16:53.3                                    | +8:37.6                                      | 4                                            |
| 9. (11.)                                     | Jaroslav Orsák                               | David Šmeidler                               | Mitsubishi Lancer Evo IX                     | 2:17:04.6                                    | +8:48.9                                      | 2                                            |
| 10. (12.)                                    | Witalij Puszkar                              | Iwan Miszyn                                  | Mitsubishi Lancer Evo X R4                   | 2:17:40.7                                    | +9:25.0                                      | 1                                            |
| Mistrzostwa Łotwy (pierwsza trójka)          |                                              |                                              |                                              |                                              |                                              |                                              |
| 1. (NU)                                      | Aleksiej Łukjaniuk                           | Aleksiej Arnautow                            | Mitsubishi Lancer Evo X                      | 1:10:23.3                                    |                                              |                                              |
| 2. (NU)                                      | Siim Plangi                                  | Marek Sarapuu                                | Mitsubishi Lancer Evo X R4                   | 1:11:56.8                                    | +1:33.5                                      |                                              |
| 3. (5.)                                      | Martinš Svilis                               | Ivo Pukis                                    | Mitsubishi Lancer Evo VIII                   | 1:12:05.0                                    | +1:41.7                                      |                                              |

## Zwycięzcy odcinków specjalnych
| Dzień     | Odcinek | G. rozp. | Nazwa                           | Długość  | Zwycięzca    | Czas    | Lider rajdu  |
| --------- | ------- | -------- | ------------------------------- | -------- | ------------ | ------- | ------------ |
| 1 (1 LUT) | SS1     | 17:10    | Rallyofchampions.com (Podnieki) | 6.16 km  | Craig Breen  | 3:16.6  | Craig Breen  |
| 1 (1 LUT) | SS2     | 17:45    | Volkswagen 1 (Tebra)            | 16.88 km | Craig Breen  | 9:14.2  | Craig Breen  |
| 1 (1 LUT) | SS3     | 18:45    | LDz Cargo 1 (Vecpils)           | 18.68 km | Craig Breen  | 9:44.6  | Craig Breen  |
| 2 (2 LUT) | SS4     | 10:20    | LDz Cargo 2 (Vecpils)           | 18.68 km | Craig Breen  | 9:17.6  | Craig Breen  |
| 2 (2 LUT) | SS5     | 10:55    | Volkswagen 2 (Tebra)            | 16.88 km | Craig Breen  | 8:56.2  | Craig Breen  |
| 2 (2 LUT) | SS6     | 11:55    | Neste Oil 1 (Edole)             | 21.31 km | Jari Ketomaa | 10:49.7 | Jari Ketomaa |
| 2 (2 LUT) | SS7     | 15:20    | Ventbunkers 1 (Alsunga)         | 10.42 km | Jari Ketomaa | 4:58.1  | Jari Ketomaa |
| 2 (2 LUT) | SS8     | 15:55    | Neste Oil 2 (Edole)             | 21.31 km | Jari Ketomaa | 10:29.0 | Jari Ketomaa |
| 2 (2 LUT) | SS9     | 17:20    | Ventspils kalns 1 (Ventspils)   | 3.40 km  | Jari Ketomaa | 2:23.2  | Jari Ketomaa |
| 3 (3 LUT) | SS10    | 08:30    | Ventbunkers 2 (Alsunga)         | 7.00 km  | Jari Ketomaa | 4:53.7  | Jari Ketomaa |
| 3 (3 LUT) | SS11    | 09:00    | Swecon 1 (Īvande)               | 21.34 km | Jari Ketomaa | 11:49.7 | Jari Ketomaa |
| 3 (3 LUT) | SS12    | 10:10    | Kuldīga 1 (Mežvalde)            | 26.34 km | Jari Ketomaa | 14:11.4 | Jari Ketomaa |
| 3 (3 LUT) | SS13    | 12:05    | Swecon 2 (Īvande)               | 21.34 km | Craig Breen  | 11:36.8 | Jari Ketomaa |
| 3 (3 LUT) | SS14    | 13:15    | Kuldīga 2 (Mežvalde)            | 26.34 km | Jari Ketomaa | 13:58.6 | Jari Ketomaa |
| 3 (3 LUT) | SS15    | 15:00    | Ventspils kalns 2               | 3.40 km  | Jan Černý    | 2:21.6  | Jari Ketomaa |